# مانسفيلد لوفيل
مانسفيلد لوفيل (بالإنجليزية: Mansfield Lovell)‏ هو جندي ومهندس أمريكي، ولد في 20 أكتوبر 1822 في واشنطن العاصمة في الولايات المتحدة، وتوفي في 1 يونيو 1884 في نيويورك في الولايات المتحدة.